# Kaffeebohnenöl
Kaffeebohnenöl ist ein Pflanzenöl, das aus rohen oder gerösteten Samen des Kaffeestrauchs (Coffea arabica) gewonnen wird. Es wird aufgrund toxischer Eigenschaften nur in geringen Mengen in der Ernährung eingesetzt, die Hauptverwendung findet es in Sonnenschutzmitteln und Körperlotionen. Kaffeebohnenöl ist auch ein Bestandteil der „echten“ Crema eines Espresso. Eine pastöse Emulsion mit Wasser lagert sich beispielsweise an der Innenwand einer Espressotasse oder Kaffeekanne sowie den Dichtungen einer Kaffeemaschine ab.

## Gewinnung und Eigenschaften
Das Öl wird über eine Extraktion durch Dimethylether oder Petrolether aus den Samen des Kaffeestrauchs gewonnen. Dabei wird in der Regel eine Vorbehandlung mit Tetrachlorethan durchgeführt, um den Samen das ebenfalls vorhandene Wachs zu entziehen. Das Öl kann aber auch mit Hilfe von Schneckenpressen gewonnen werden.

Allgemeine chemische Struktur von Ölen, wie Kaffeebohnenöl. Darin sind R^{1}, R^{2} und R^{3} Alkylreste (≤ 50 %) oder Alkenylreste (≥ 50 %) (mit einer meist ungeraden Anzahl von Kohlenstoffatomen)

Kaffeebohnenöl aus gerösteten Bohnen ist grün bis dunkelbraun gefärbt, das aus Ungerösteten dagegen eher hellbraun bis gelb. Das Öl aus den gerösteten Bohnen besitzt den charakteristischen Kaffeegeruch, das aus den Ungerösteten ist fast geruchlos.
Der Schmelzpunkt des Kaffeebohnenöls liegt bei ca. 8–9 °C, bei Raumtemperatur ist es daher flüssig. Der Anteil an unverseifbaren Stoffen ist mit durchschnittlich 6,5–13,5 % relativ hoch, da die Kaffeebohne ein Wachs enthält, welches sich bei der Ölgewinnung beimischt.
Die Triglyceride im Kaffeebohnenöl weisen einen besonders hohen Anteil an dem Omega-3-Fettsäure-Rest auf, der sich von der α-Linolensäure ableitet. Es sind auch Triglyceride enthalten, die sich von anderen Fettsäuren ableiten. Im Kaffeebohnenöl sind weiterhin auch viele flüchtige Substanzen enthalten, vor allem Sterole, wie unter anderem β-Sitosterol, Stigmasterol und Campesterol.
Die Haltbarkeitsdauer dieses Öls beträgt etwa ein Jahr.

## Toxikologie
Prinzipiell enthält Kaffeebohnenöl keine Bestandteile, die nicht ebenfalls in Kaffeebohnen zu finden sind. Eine mögliche, toxische Wirkung des Öls ist daher ausschließlich auf eine höhere Konzentration lipophiler Bestandteile zurückzuführen. Eine solche toxische Wirkung von Kaffeebohnenöl konnte in Experimenten an Laborratten nachgewiesen werden. Beimischung von 5 % Kaffeebohnenöl zum Futter führte nach wenigen Tagen zu einem Abbruch des Versuchs aufgrund offensichtlichen Unwohlseins, Haarverlust und verringerter Futter- und Wasseraufnahme der Versuchstiere. Geringere Mengen Kaffeebohnenöls (0,5 % Anteil im Futter) führte zu erhöhten Cholesterinspiegeln im Blut von Ratten, ähnlich wie auch in Versuchen mit menschlichen Probanden beobachtet wurde. Die auslösenden Substanzen sind vermutlich Cafestol und Kahweol, die in Kaffeebohnenöl stark konzentriert vorliegen. Beide Substanzen finden sich in geringerer Menge auch im aufgebrühten Kaffeegetränk und werden dort als unproblematisch oder positiv wirksam eingestuft.

## Nutzung

### In der Küche
Für die Ernährung wird Kaffeebohnenöl nur in geringen Mengen genutzt, da es toxische Substanzen enthält.

### In der Kosmetik
Die Hauptverwendung von Kaffeebohnenöl findet im Bereich der Kosmetik statt. Es eignet sich aufgrund seiner besonderen Zusammensetzung (hoher Grad an Unverseifbarem, wasserähnliche Dichte und sonnenschützende Eigenschaften) zur Herstellung von Sonnenschutzprodukten. Außerdem ist es auch in manchen Feuchtigkeitscremen und Körperlotionen enthalten, da es wegen seines hohen Anteils an Phytosterolen die Hautfeuchtigkeit erhöhen kann. Aufgrund dieser feuchtigkeitspendenden Eigenschaft wird es auch – vor allem in Indien – zur Produktion von Seifen eingesetzt.

### In der chemischen Industrie
In der chemischen Industrie dient das Kaffeebohnenöl als Rohstoff zur Gewinnung von Sterolen und Sterolderivaten sowie zur Gewinnung von Vitamin D.